# Craig Ferguson
Craig Sydney Ferguson (Glasgow; 17 de mayo de 1962) es un presentador escocés-estadounidense de televisión. Además de su trayectoria como conductor, también es comediante, escritor y actor. Fue el presentador del programa The Late Late Show with Craig Ferguson, actualmente presentado por James Corden, un late night talk show de la cadena de televisión CBS. Ferguson ha escrito tres libros: Between the Bridge and the River, una novela, Riding The Elephant, y American on Purpose, una autobiografía. 
Antes de su carrera como presentador de televisión, fue conocido por su papel como el jefe de oficina Nigel Wick en The Drew Carey Show entre 1996 y 2003. Después, escribió y apareció en tres películas, protagonizando una de ellas. 
En su programa late night contaba con un robot como coconductor llamado Geoff Peterson.
Ha prestado su voz en las películas Cómo entrenar a tu dragón haciendo de Bocón.
Desde 2021 conduce el programa The Hustler en la cadena televisiva ABC.
- Datos: Q72867
- Multimedia: Craig Ferguson / Q72867